# 24小時 (專輯)
24小時（24 Hrs）是英國歌手歐利·馬斯的第五張錄音室專輯，由Epic Records在2016年11月11日發行。專輯的首個單曲You Don't Know Love在英國單曲排行榜上排名第15位。第二個單曲Grow Up在2016年10月7日發行，並在英國單曲排行榜上排名第52位。